# Дворец культуры Дулёвского фарфорового завода

Дворец культуры Дулёвского фарфорового завода (также известен как «Клуб фарфористов») — здание клуба на улице Ленина в г. Ликино-Дулёво Орехово-Зуевского района Московской области, построенное в 1930 году по проекту выдающегося советского архитектора Константина Мельникова для рабочих Дулёвского фарфорового завода им. газеты «Правда» (в настоящее время ПК «Дулёвский фарфоровый завод»).
Здание Дворца культуры является памятником архитектуры советского авангарда, отличается уникальной пространственной композицией, запоминающимся художественным образом и новаторскими конструктивными решениями. ДК Дулёвского фарфорового завода — единственная осуществлённая К. С. Мельниковым постройка за пределами Москвы.

## История
Фарфоровое производство в пустоши Дулёво было основано в 1832 году купцом Т. Я. Кузнецовым и, к началу XX века, превратилось в крупнейшее фарфоровое предприятие России. В 1917 году кузнецовский фарфоровый завод был национализирован, а в 1924 году по решению общего собрания рабочих завода был переименован в «Дулёвский фарфоровый завод имени газеты „Правда“».

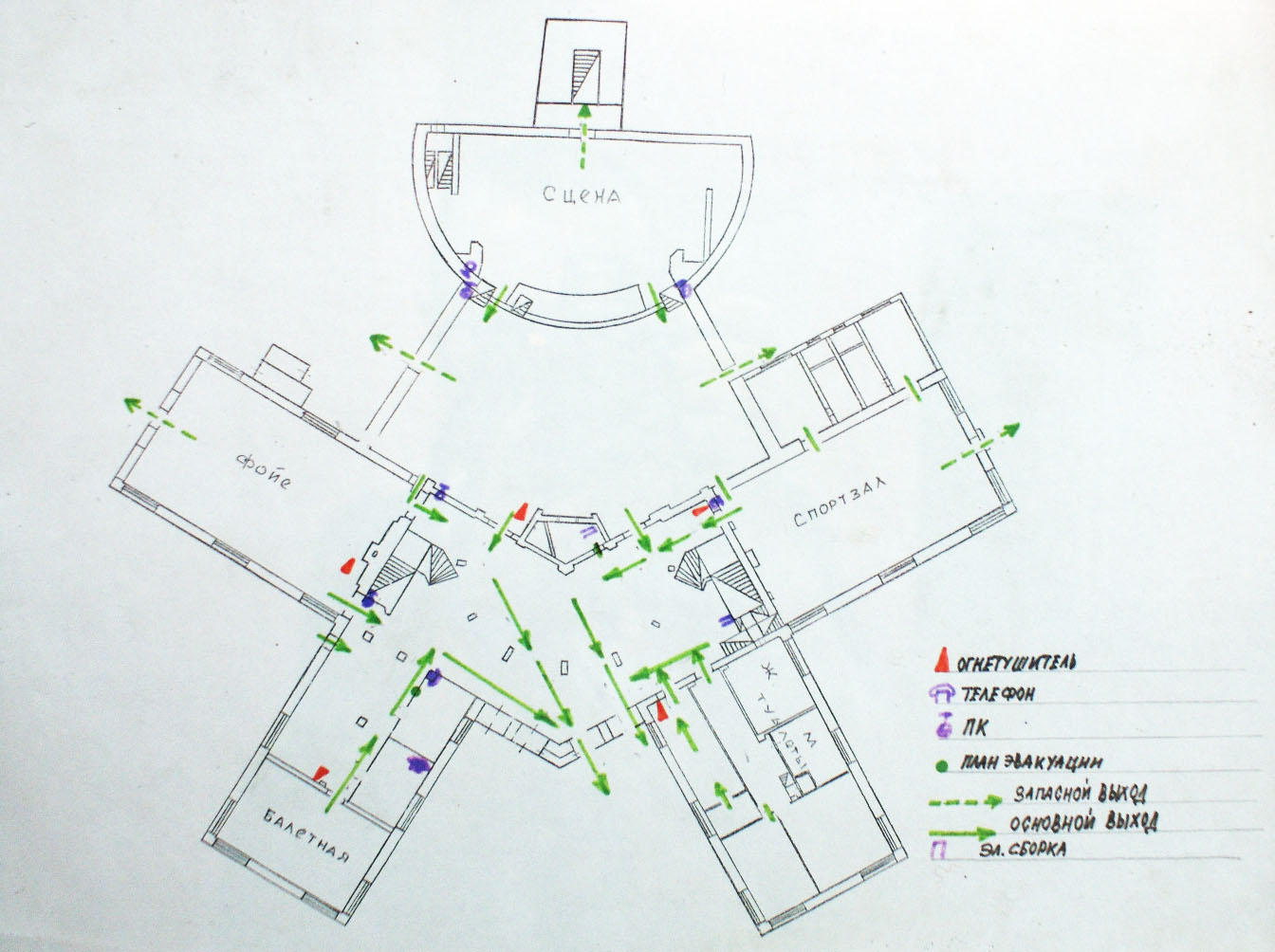
План 1-го этажа клуба, 2008

Под строительство рабочего клуба была отведена парковая зона неподалёку от производственных корпусов завода и в непосредственной близости от православного Иоанно-богословского храма. Проектирование клуба было поручено архитектору К. С. Мельникову, уже имевшему в то время опыт проектирования клубов в Москве для Союза химиков, к которому принадлежала профсоюзная организация фарфорового завода. «Щупальцами в прекрасный бор» — так сам К. С. Мельников характеризовал архитектурную композицию дулёвского клуба. Известный в 1930-е годы публицист и архитектурный критик Н. Лухманов образно называл проект дулёвского клуба «звездой химиков».
Здание клуба, как и ряд других построек Мельникова, состоит из соединённых вместе простых геометрических форм: прямоугольник, ромб, усечённый цилиндр. Прямоугольные части клуба выходящие в сторону главного фасада — двухэтажные, а расположенные к ним под прямым углом две другие части — одноэтажные. В двухэтажных частях расположены небольшой балетный класс, библиотека (левый корпус относительно входа) туалеты и помещения для клубной работы (правый корпус). В левом одноэтажном корпусе находится фойе, в правом — спортивный зал. Зрительный зал рассчитан на 650 мест. По проекту архитектора задник сцены мог раздвигаться и зрители летом имели возможность смотреть спектакль из близлежащего парка. Расположенная в центре соединённых корпусов круглая аудитория, вход на которую осуществляется по двум лестницам из холла клуба, при необходимости включается в объём зрительного зала как большой балкон, вмещающий в себя до 250 человек. Строительство здания клуба началось в 1928 году и было завершено с некоторыми отступлениями от первоначального проекта к началу 1930 года. Торжественное открытие клуба состоялось 24 января 1930 года. Построенный клуб имел полукруглый зрительный зал со сценой и бельэтажем, помещения для клубной работы, библиотеку. В знак признательности «за хорошую и удачную архитектуру» построенного клуба, рабочие завода преподнесли в 1931 году К. С. Мельникову в подарок фарфоровое блюдо с портретом архитектора.
Клуб продолжал действовать и в военные годы. В нём показывались фильмы, военная кинохроника.
В 1970-е годы в ДК ДФЗ работали различные творческие и музыкальные коллективы, среди которых были хор, молодёжный театр «Мечта», ВИА «Плектр», ансамбль классической гитары.
В настоящее время здание ДК стоит на балансе Дулёвского фарфорового завода. В клубе находится библиотека с читальным залом, спортивный зал, хореографический класс, комнаты для кружков художественной самодеятельности и занятий клубов по интересам. В клубе проходят спектакли возникшего на базе команды КВН Дулёвского фарфорового завода молодёжного театра «Глобус». На протяжении ряда лет во дворце культуры проводятся «Кузнецовские чтения», посвящённые истории известной российской династии промышленников и благотворителей Кузнецовых и её выдающегося представителя М. С. Кузнецова.
В 2020 году планируется выделение средств на полную реставрацию и техническое оснащение здания. Работы по восстановлению истинного облика здания. Будет проведена работа как снаружи так и внутри дворца.

## Фотографии

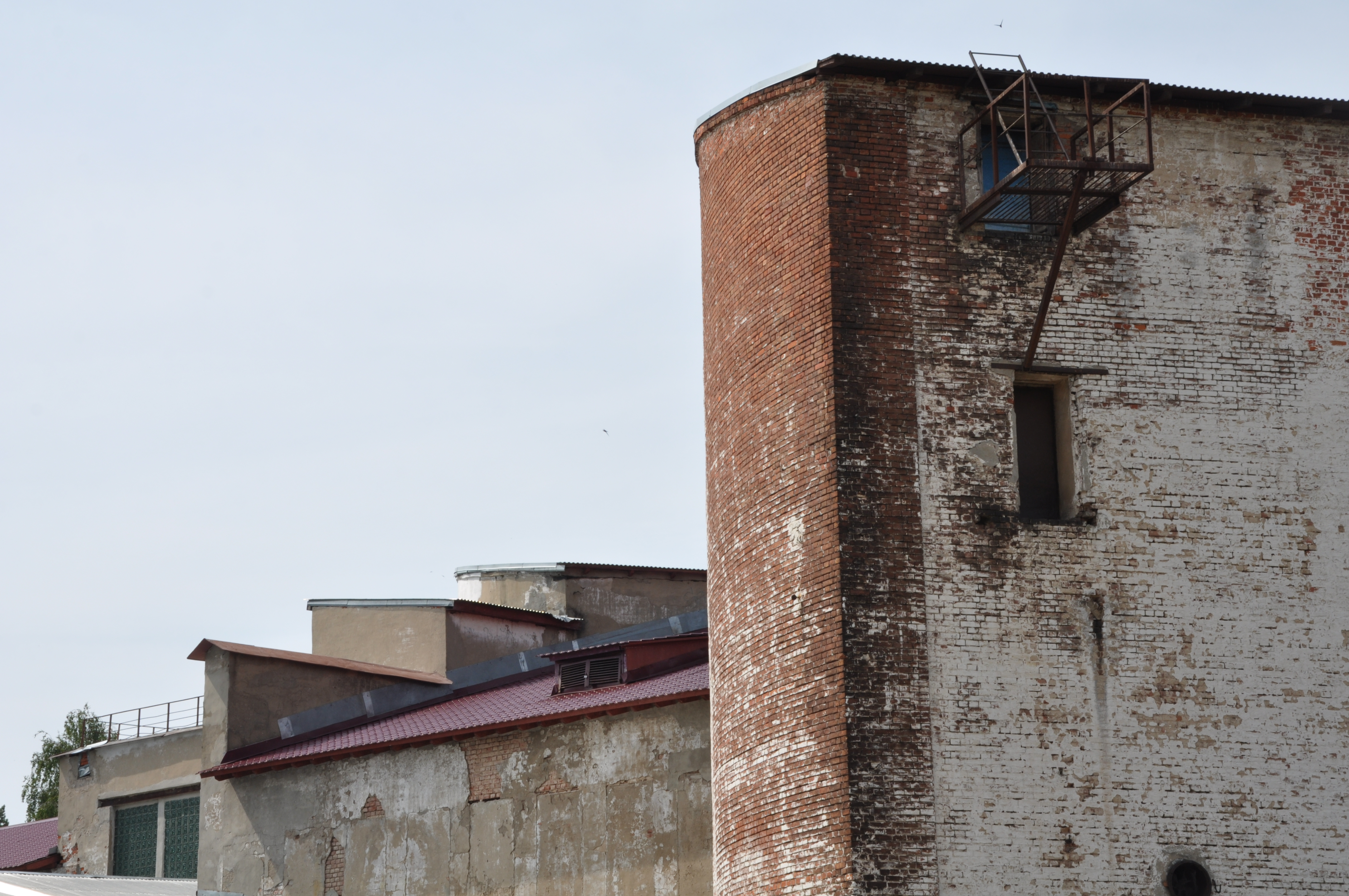
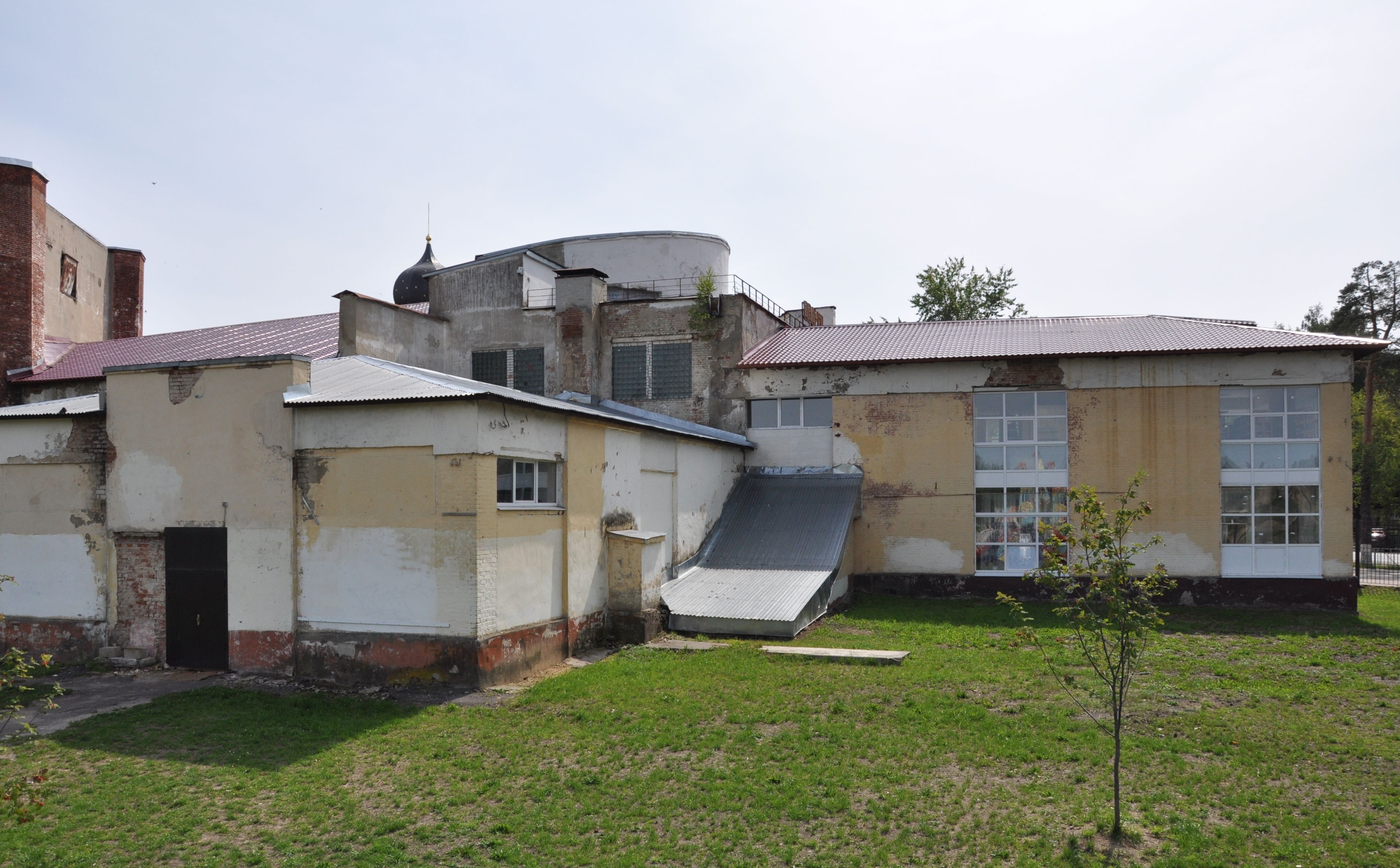
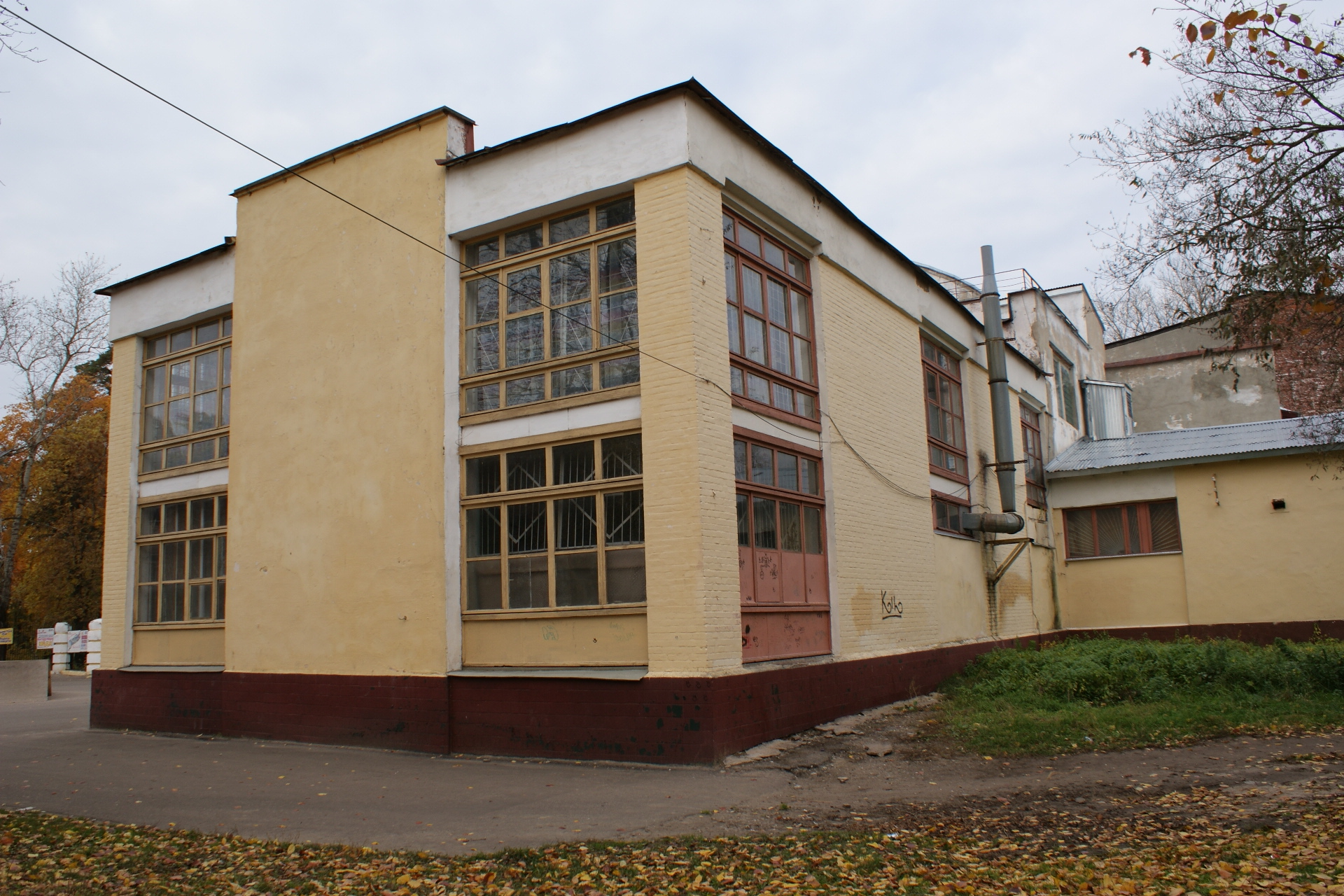
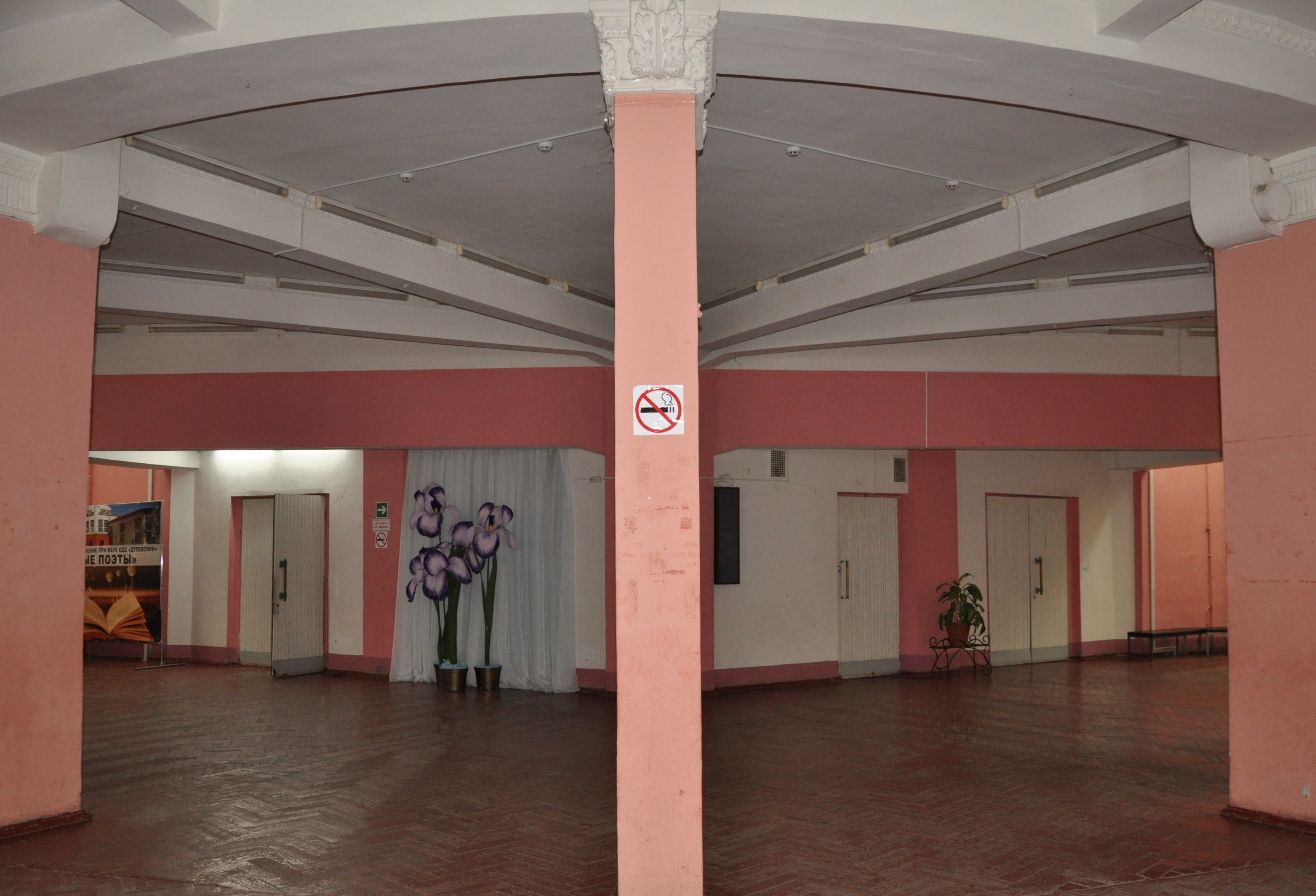
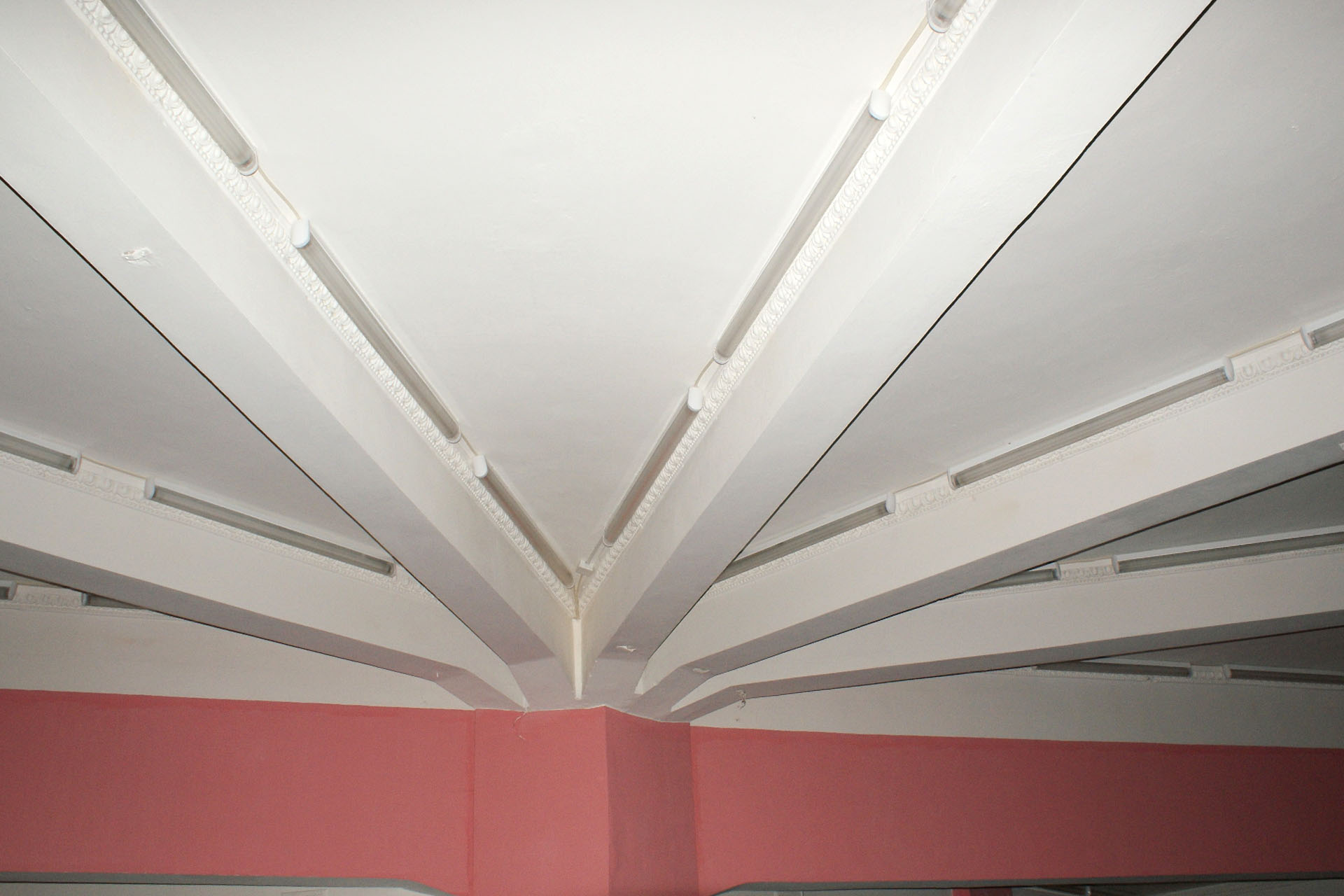
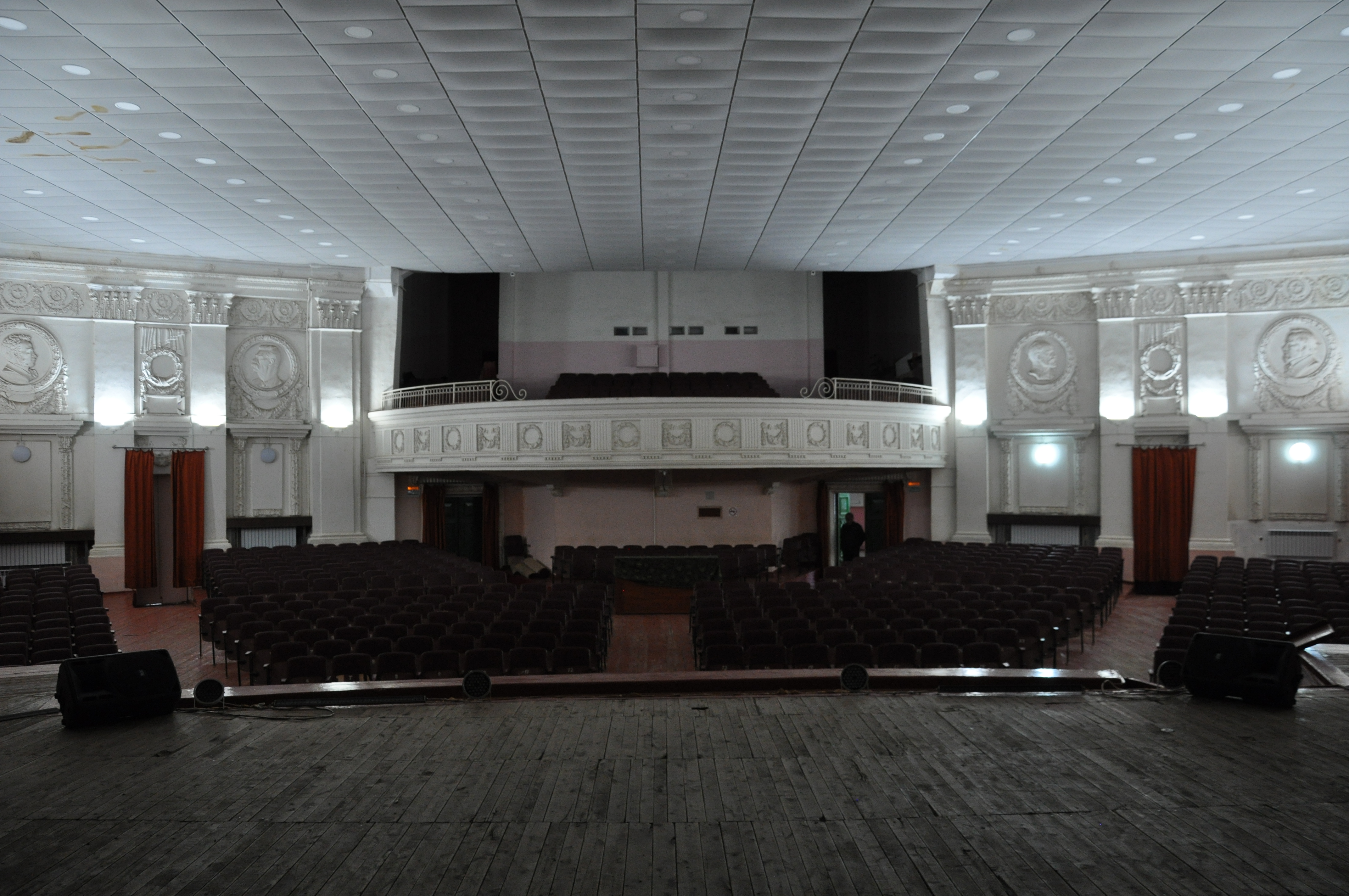
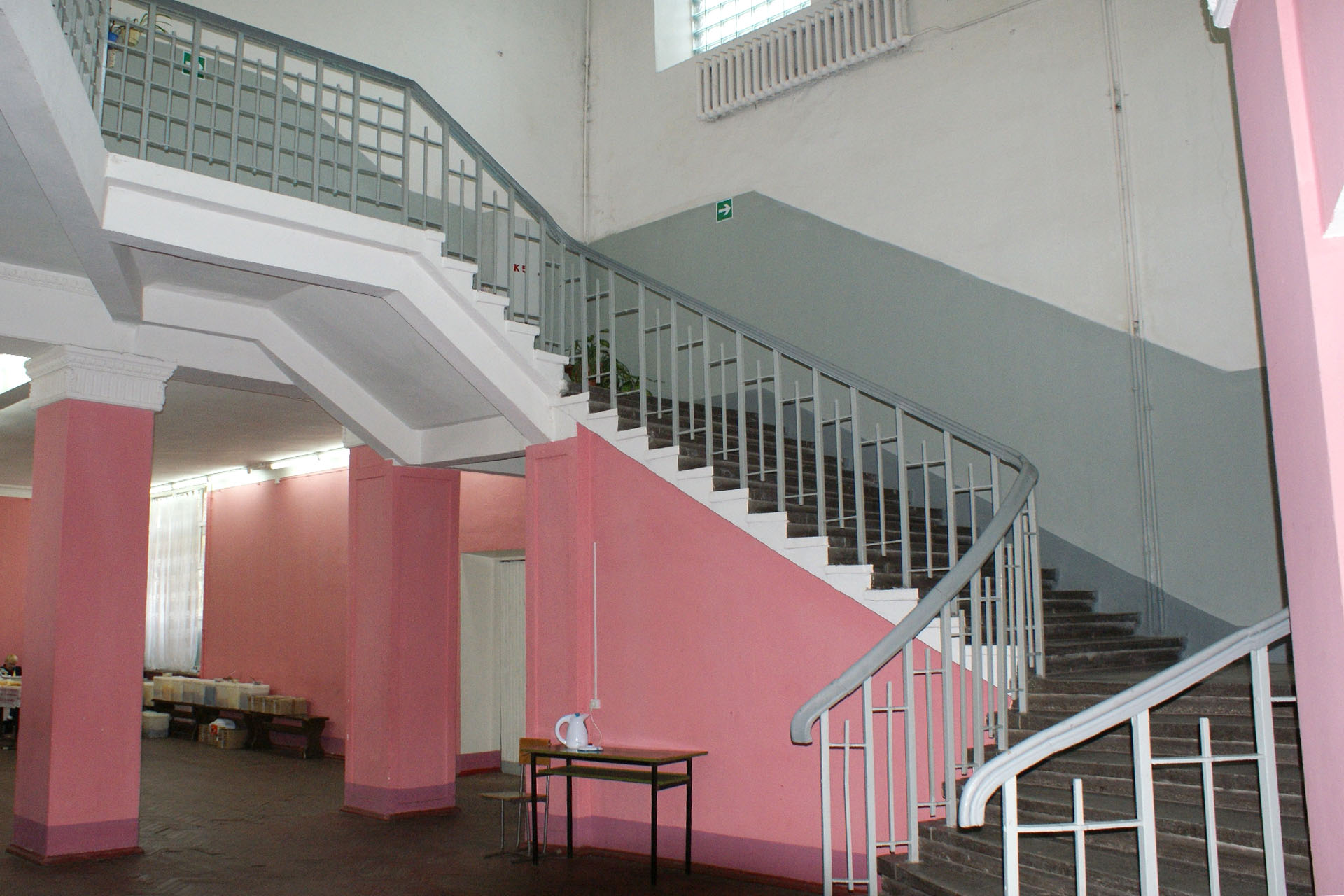
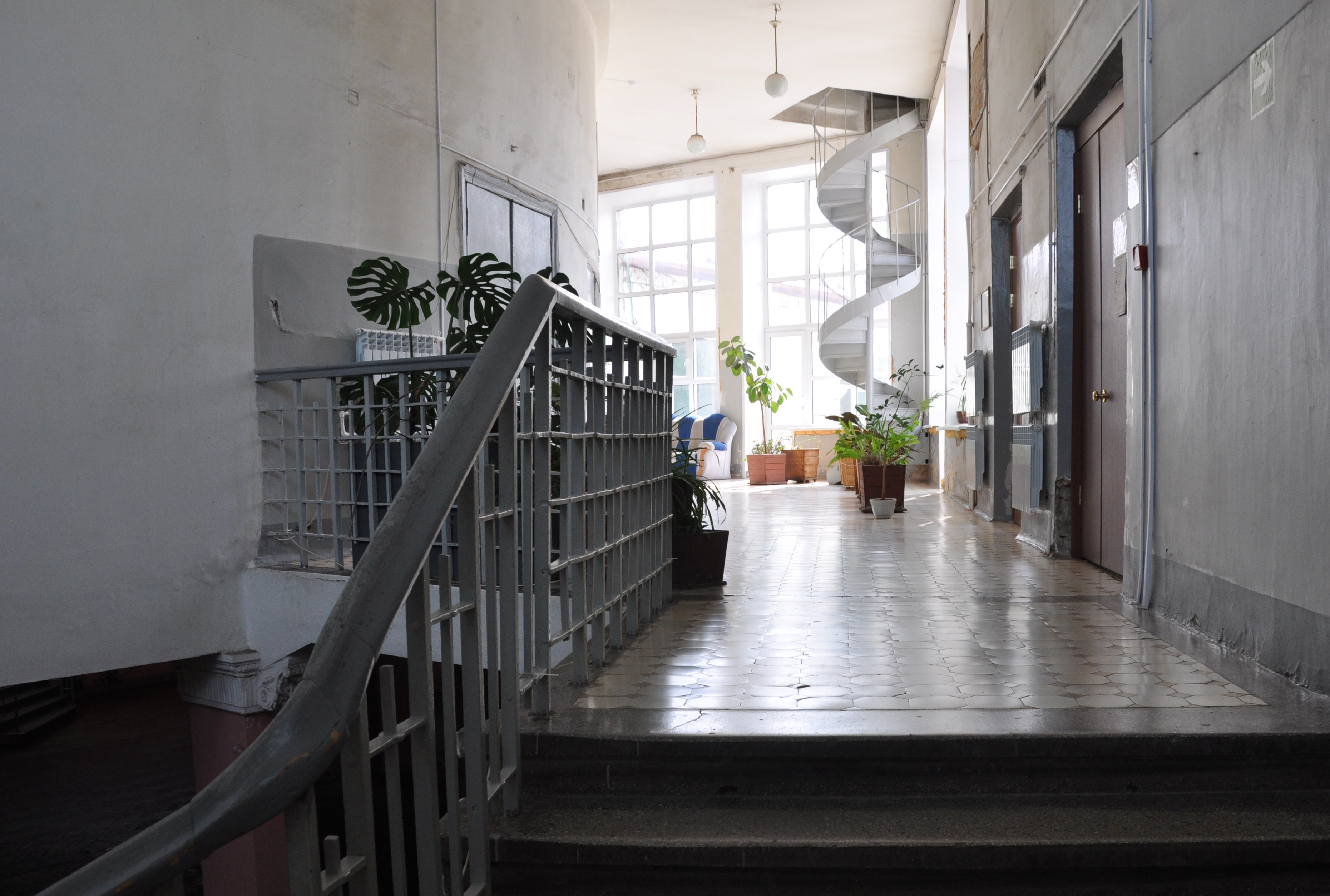
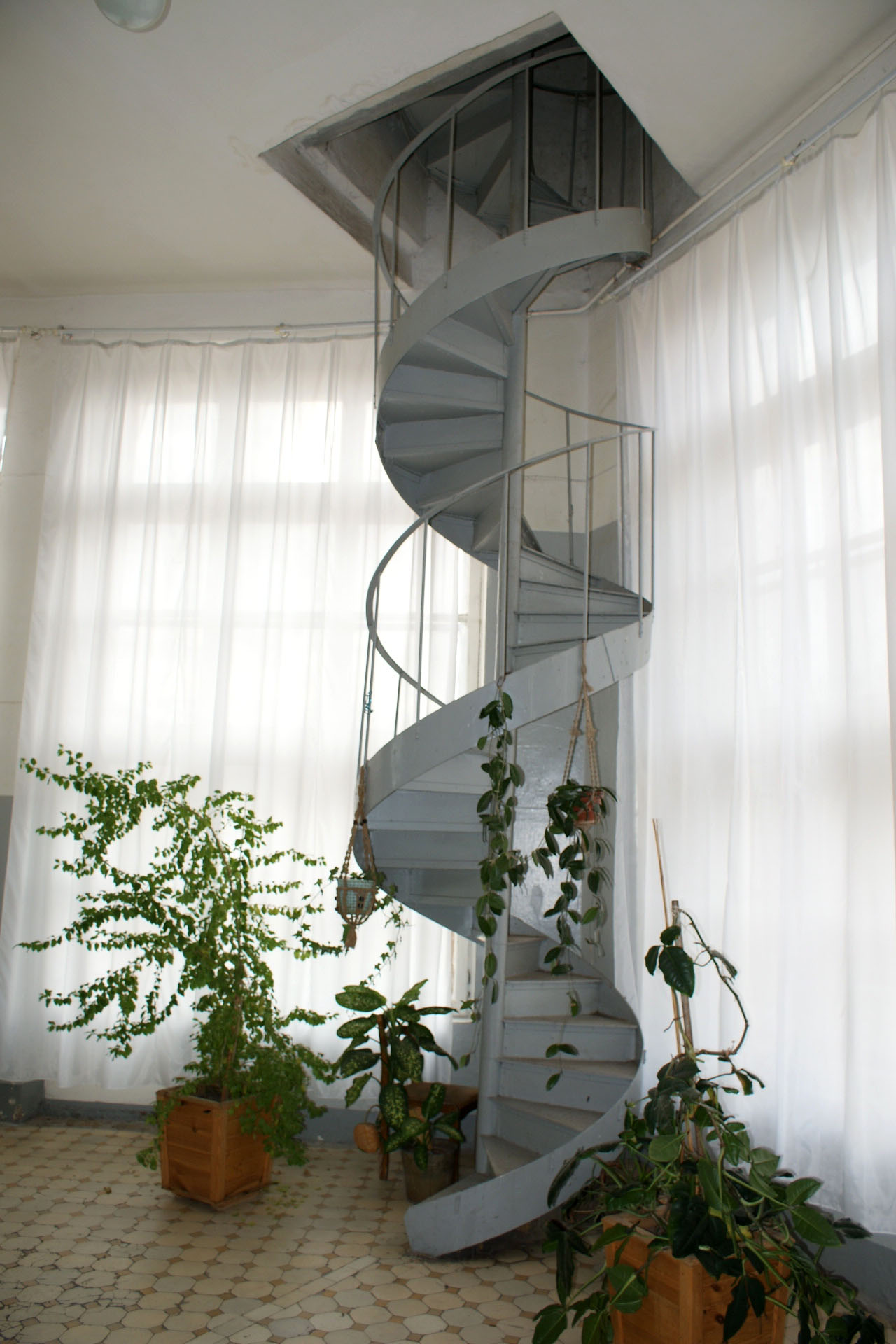

### На русском
- Константин Степанович Мельников: Архитектура моей жизни. Творческая концепция. Творческая практика / А. Стригалёв, И. Коккинаки. — М.: Искусство, 1985. — 311 с.
- Константин Мельников. Рисунки и проекты: Каталог выставки. — М.: Советский художник, 1989. — 125 с. — ISBN 978-5269001739.
- Адамов О. И. К. С. Мельников. Архитекторское слово в его архитектуре. — М.: Архитектура-С, 2006. — 144 с. — ISBN 5-9647-0091-8.
- Хан-Магомедов С. О. Константин Мельников. — М.: Архитектура-С, 2006. — 296 с. — ISBN 978-5-9647-0095-1.
- Стригалёв А. А. Константин Степанович Мельников. — М.: Искусство, 1985. — 364 с.
- Хазанова В. Э. Из истории советской архитектуры 1926—1932 гг. Документы и материалы. Рабочие клубы и дворцы культуры. — М., 1984.
- Лухманов Н. Архитектура клуба. — М.: Теакинопечать, 1930. — 102 с.

### На английском
- Starr, S. Frederick. Melnikov: Solo Architect in a Mass Society. — Princeton. — Princeton University Press, 1978. — ISBN 0-691-03931-3.
- Pare, Richard. Die verlorene Avantgarde. — Schirmer/Mosel Verlag Gm, 2007. — ISBN 9783829602990.
- MacEl, Otakar, Fosso, Mario. Konstantin S. Mel'Nikov and the Construction of Moscow. — Skira, 2001. — 312 p. — ISBN 9788881185399.
- Khan-Magomedov, Selim. Pioneers of Soviet Architecture: The Search for New Solutions in the 1920s and 1930s. — Thames and Hudson Ltd, 1987. — 491 p. — ISBN 978-0500341025.